# Kim Byeom-yong
Đây là một tên người Triều Tiên, họ là Kim.
Kim Byeom-yong (김범용; sinh ngày 29 tháng 7 năm 1990 ở Hàn Quốc) là một cầu thủ bóng đá Hàn Quốc kể từ năm 2013 thi đấu ở vị trí Tiền vệ cho Suwon FC ở K League 2.

## Sự nghiệp

### Montedio Yamagata
Kim ra mắt chính thức cho Montedio Yamagata ở J. League Division 2 ngày 5 tháng 5 năm 2013 trước Fagiano Okayama ở City Light Stadium ở Okayama, Nhật Bản. Anh vào sân từ phút thứ 81 thay cho Tomoyasu Hirose. Kim và đội bóng thất bại với tỉ số 4-3.

### Suwon FC
Sau mùa giải 2017, anh chuyển đến Suwon FC.

## Thống kê sự nghiệp câu lạc bộ
Cập nhật đến ngày 10 tháng 12 năm 2017.
| 2013 | Montedio Yamagata   | J2 League | 10 | 0 | 3  | 0 | – | – | – | – | 13  | 0 |
| 2014 | Montedio Yamagata   | J2 League | 14 | 1 | 4  | 1 | – | – | – | – | 18  | 2 |
| 2015 | Montedio Yamagata   | J1 League | 27 | 2 | 2  | 0 | 6 | 0 | – | – | 35  | 2 |
| 2016 | Sanfrecce Hiroshima | J1 League | 2  | 0 | –  | – | – | – | 2 | 0 | 4   | 0 |
| 2016 | Shimizu S-Pulse     | J2 League | 8  | 0 | 2  | 0 | – | – | – | – | 10  | 0 |
| 2017 | JEF United Chiba    | J2 League | 36 | 2 | 2  | 0 | – | – | – | – | 38  | 2 |
| Tổng | Tổng                | Tổng      | 97 | 5 | 13 | 1 | 6 | 0 | 2 | 0 | 118 | 6 |